# Youghiogheny
La rivière Youghiogheny (ou Yough en forme raccourcie) est un affluent de la rivière Monongahela, long de 212 km qui coule dans les États américains de la Virginie-Occidentale, du Maryland et de la Pennsylvanie. Elle draine une zone du versant ouest des monts Allegheny vers le nord en Pennsylvanie, en drainant auparavant un petit bassin hydrographique dans l'extrême ouest du Maryland. Youghiogheny est un mot algonquin qui signifie « un courant coulant dans une direction contraire. »

## Parcours
La Youghiogheny prend sa source dans le comté de Preston au sud-est de la ville d'Aurora et près de Backbone Mountain (en). Les sources sont à environ 16 km au nord des sources de la branche nord de la rivière Potomac et traversent le Silver Lake (en) avant de couler vers le nord-nord-est dans le comté de Garrett, dans le Maryland, puis vers le nord après Oakland et parallèlement à la frontière avec la Virginie occidentale distante d'environ 5 km. La rivière entre dans le Sud-Ouest de la Pennsylvanie à la frontière entre les comtés de Fayette et Somerset. Elle coule vers le nord-ouest à travers la région collinaire de Chestnut Ridge (en) et ensuite passe à Connellsville. Elle rejoint la rivière Monongahela au sud-est de McKeesport, au sud-est de Pittsburgh.
En amont de sa confluence, en Pennsylvanie, à environ 10 km au nord de la frontière de la Pennsylvanie, la rivière est retenue par un barrage de 56 m de haut pour former le lac de la rivière Youghiogheny qui s'étend en amont jusqu'en dans le nord du Maryland. Le barrage a été achevé en 1944 principalement pour le contrôle des inondations.

## Histoire
À l'époque coloniale et au début des États-Unis, la vallée de la rivière a fourni une importante voie d'accès à travers les montagnes pour les colons et les forces militaires depuis la Virginie vers l'Ouest de la Pennsylvanie et l'Ohio. En 1754, en tant qu'agent de milice de la colonie de Virginie, George Washington a suivi la rivière pour tenter de trouver une route fluviale vers le fort Duquesne, alors détenu par les Français.
Au cours de l'hiver exceptionnellement sévère de 1787-88, des pionniers américains ont quitté la Nouvelle-Angleterre et ont coupé les sentiers vers l'ouest à travers les montagnes. À Sumrill's Ferry (aujourd'hui West Newton en Pennsylvanie), sur la rivière Youghiogheny, les hommes ont construit des bateaux plats qui les ont emmenés jusqu'à la rivière Monongahela, puis à la rivière Ohio et vers le territoire du Nord-Ouest.
La ville pionnière de Somerfield, en Pennsylvanie, a été inondée par la construction du barrage. Le sentier de la rivière Youghiogheny (en) suit la rivière dans le sud-ouest de la Pennsylvanie au sud-est de Connellsville sur une centaine de kilomètres.
L'extraction du charbon est devenue une industrie importante le long du cours inférieur de la rivière au XIXe siècle. À l'époque, le nom était souvent orthographié par Yohoghany (ou ses variantes), et pendant les années 1860 et 1870, l'orthographe était utilisée comme nom d'une agence de poste près de ce qui est maintenant Shaner dans le comté de Westmoreland.
Une partie de la rivière dans le Maryland a été protégée par l'État sous le nom de  Youghiogheny Scenic and Wild River.

## Source de la traduction
- (en) Cet article est partiellement ou en totalité issu de l’article de Wikipédia en anglais intitulé « Youghiogheny River » (voir la liste des auteurs).